# 笹田貴之
笹田 貴之（ささだ たかゆき、1979年8月7日 - ）は、日本の男性声優。大阪府出身。アーツビジョン所属。

## 略歴
四天王寺国際仏教大学卒業。
青二塾大阪校15期生卒業。青二プロダクションを経て、アーツビジョン所属。

## 人物
趣味・特技は芸術鑑賞、ダンス。

## 出演
太字はメインキャラクター。

### テレビアニメ
2002年
- 最終兵器彼女（カズ）
- ちびまる子ちゃん（2002年 - 2003年、王子さま、6年生の男子）
- ハングリーハート WILD STRIKER（上野悟）

2003年
- 宇宙のステルヴィア（生徒達）
- エアマスター（男）
- ソニックX（渚の男）
- マーメイドメロディー ぴちぴちピッチ（係員）

2004年
- せんせいのお時間（八王子）
- それいけ!ズッコケ三人組（横谷慎太郎）
- ボボボーボ・ボーボボ（TV戦闘員A、三男ブタ）
- ONE PIECE（シャンディア、市民）

2005年
- 陰陽大戦記（ガイタツ）
- CLUSTER EDGE（クラスター生徒）
- GO!GO!カートくん（スティーブ）
- 蒼穹のファフナー RIGHT OF LEFT（柳澤徹）
- B-伝説! バトルビーダマン 炎魂（役人）
- 魔豆奇伝パンダリアン（王子）

2006年
- おとぎ銃士 赤ずきん（村人）
- 桜蘭高校ホスト部（男子生徒C）
- 内閣権力犯罪強制取締官 財前丈太郎（望月哲也）
- 妖逆門（イサミ）

2007年
- 結界師（兄ちゃん、夜行の子）
- 金色のコルダ 〜primo passo〜（生徒）
- 精霊の守り人（ヒョク 星読み）
- ナイトウィザード The ANIMATION（ロンギヌス）

2008年
- 銀魂（組員、店員A）
- スキップ・ビート!（石橋光）
- タカネの自転車（警察官）
- バトルスピリッツ 少年突破バシン（キャップ、マネージャー）

2009年
- アラド戦記 〜スラップアップパーティー〜（山賊C）
- 極上!!めちゃモテ委員長（七井アキノリ）

2015年
- 名探偵コナン（2015年 - 2020年、岡本良、ボーイ、鈴木直樹）

2019年
- ドラえもん（テレビ朝日版第2期）（芸人B）

2025年
- 自動販売機に生まれ変わった俺は迷宮を彷徨う 2nd season（ハンターC、住民B、漫才師A）

### OVA
- 機動新撰組 萌えよ剣（2003年、男A、氏子B）
- 聖闘士星矢 冥王ハーデス十二宮編（2003年、ミスティ）
- サクラ大戦 ル・ヌーヴォー・巴里（2004年、観客たち）
- 土方歳三 白の軌跡（2004年、沖田総司）
- 最終兵器彼女 Another love song（2005年、カズ）
- 異世界の聖機師物語（2009年、セレス・タイト）

### 劇場アニメ
- ONE PIECE 呪われた聖剣（2004年）
- ONE PIECE THE MOVIE オマツリ男爵と秘密の島（2005年、部下）
- 氷川丸ものがたり（2015年、稲垣貞雄[6]）

### ゲーム
2004年
- 好きなものは好きだからしょうがない!! -FIRST LIMIT&TARGET†NIGHTS- Sukisyo! Episode #01+#02
- 好きなものは好きだからしょうがない!! -RAIN- Sukisyo! Episode #03
- 戦国無双（浅井長政、兵士5）
- 戦国無双 猛将伝（浅井長政、兵士5）
- Double Reaction! PLUS（園田由貴）
- BLACK/MATRIX OO（エクサル）

2005年
- 新紀幻想スペクトラルソウルズII（マークス、コルウィン）
- 聖闘士星矢　聖域十二宮編（ミスティ）
- ボボボーボ・ボーボボ 脱出!!ハジケ・ロワイヤル（ライス）

2007年
- Halo 3

2008年
- 神代學園幻光録 クル・ヌ・ギ・ア（不破良）

2009年
- 剣と魔法と学園モノ。2（ドワーフ・男）
- STEAL!（土屋太陽）
- ファイナルファンタジーXIII
- ワンド オブ フォーチュン（マシュー・クレイグ）

2010年
- 原宿探偵学園 スチールウッド（神谷ケイ）
- 猛獣使いと王子様（クルト）
- ワンド オブ フォーチュン ポータブル（マシュー・クレイグ）
- ワンド オブ フォーチュン 〜未来へのプロローグ〜（マシュー・クレイグ）
- ワンド オブ フォーチュン 〜未来へのプロローグ〜 ポータブル（マシュー・クレイグ）

2011年
- 聖闘士星矢戦記（ミスティ）
- 猛獣使いと王子様 〜Snow Bride〜（クルト）
- 猛獣使いと王子様 Portable（クルト）
- ワンド オブ フォーチュン2 〜時空に沈む黙示録〜（マシュー・クレイグ、グロム）

2012年
- 猛獣使いと王子様 〜Snow Bride〜 Portable（クルト）
- ワンド オブ フォーチュン2 FD 〜君に捧げるエピローグ〜（マシュー・クレイグ）

2015年
- 猛獣使いと王子様 〜Flower & Snow〜（クルト）

2016年
- ワンド オブ フォーチュンR（マシュー・クレイグ）

### ドラマCD
- 灼眼のシャナ（池速人）
- 猛獣使いと王子様 ドラマCD 〜パン屋☆パニック!〜（クルト[9]）

### BLCD
- 青桃院学園風紀録シリーズ キケンじゃないだろ!（下級生）
- ほしがりません!勝つまでは（佐藤、アナウンス、生徒）
- 野球天国（小幡）関西弁キャラ
- ラブミースルーザナイト（男子A）
- タイトロープ　（浩樹）関西弁キャラ
- STEAL!シリーズ（土屋太陽）
  - Drama CD STEAL! 1st.mission
  - Drama CD STEAL! 2nd.mission
  - Drama CD STEAL! 恋するValentine

### 吹き替え

#### 映画
- インディ・ジョーンズ/魔宮の伝説 ※WOWOW版
- ハリー・ポッターと炎のゴブレット

#### アニメ
- オジー&ドリックス（ヘクター）

### 初出話一覧
1. 1 2  第965話初出
2. ↑  第801話初出
3. ↑  第863話初出
4. ↑  第465話初出
5. ↑  第1話初出
6. ↑  第7話初出
7. ↑  第8話初出